# Grootte/hoeknotatie
In de wiskunde en de natuurkunde wordt met grootte/hoeknotatie de weergave bedoeld van een complex getal {\displaystyle r(\cos(\theta )+i\sin(\theta ))=re^{i\theta }} in poolcoördinaten als {\displaystyle r\angle \theta }, dus met de modulus {\displaystyle r} en het argument {\displaystyle \theta } gescheiden door het symbool {\displaystyle \angle } voor de hoek.
Het product en het quotiënt van twee complexe getallen hebben met deze notatie een eenvoudige vorm:
{\displaystyle r_{1}\angle \theta _{1}\cdot r_{2}\angle \theta _{2}=r_{1}r_{2}\angle (\theta _{1}+\theta _{2})}
en
{\displaystyle {\frac {r_{1}\angle \theta _{1}}{r_{2}\angle \theta _{2}}}={\frac {r_{1}}{r_{2}}}\angle (\theta _{1}-\theta _{2})}.